# Sillano
Sillano es una fracción del municipio italiano de Sillano Giuncugnano en la Lucca, región de Toscana, con 734 habitantes.

## Evolución demográfica
| Gráfica de evolución demográfica de Sillano entre 1861 y 2001 |
|                                                               |
| Fuente ISTAT - Elaboración gráfica por parte de Wikipedia     |